# Bredegöl (Myresjö socken, Småland)
Bredegöl är en sjö i Vetlanda kommun i Småland och ingår i Emåns huvudavrinningsområde. Sjön är 6,5 meter djup, har en yta på 0,0793 kvadratkilometer och är belägen 210 meter över havet.

## Delavrinningsområde
Bredegöl ingår i det delavrinningsområde (635588-145281) som SMHI kallar för Inloppet i Hjärtasjön. Avrinningsområdets medelhöjd är 237 meter över havet och ytan är 33,2 kvadratkilometer. Det finns inga delavrinningsområden uppströms utan avrinningsområdet är högsta punkten. Hjärtån som avvattnar avrinningsområdet har biflödesordning 3, vilket innebär att vattnet flödar genom totalt 3 vattendrag innan det når havet efter 182 kilometer. Delavrinningsområdet består mestadels av skog (75 procent) och jordbruk (11 procent). Avrinningsområdet har 1,34 kvadratkilometer vattenytor vilket ger det en sjöprocent på 4 procent.